# Ahmed Abdel Muti Hijazi
Ahmed Abdel Muti Hijazi (àrab: أحمد عبد المعطي حجازي, Aḥmad ʿAbd al-Muʿṭī Ḥijāzī) (governació de Menufeya, Egipte, 1935) és un poeta contemporani egipci, un dels pioners del moviment de renovació en la poesia àrab contemporània.
Va obtenir la llicenciatura en Ciències de l'Art, Departament de Sociologia a la Universitat de la Sorbonne, França, el 1979. Va ser l'editor executiu de la revista Rose al-Yūsuf. A França va treballar com a professor de poesia àrab a la Universitat de París 8 i a la nova Universitat de París. Va tornar al Caire i va treballar per al periòdic Al-Ahram. Va ser redactor en cap de la revista Ibdaa de 1990 a 2002, quan va dimitir. Fou readmès com a editor en cap de la revista en 2006.
No hi ha cap edició de la seva poesia en català. Sí que hi ha alguns poemes seus traduïts al castellà, inclosos a Antología de poesía árabe contemporánea (Editorial Espasa-Calpe, Madrid, 1972, ed. y trad. de Leonor Martínez Martín).

## Obres
- مدينة بلا قلب, Madīna bilā qalb, ‘Ciutat sense cor’ (1959)
- أوراس, Ūrās, ‘Uras' (1959)
- لم يبق إلا الاعتراف, Lam yabqa illā al-ʿitirāf, ‘No queda res més que la confessió’ (1965)
- مرثية العمر الجميل, Marṯiyya al-ʿamr al-jamīl, ‘Elegia de la vida bella’ (1972)
- كائنات مملكة الليل, Kāʾināt mamlakat al-Layl, ‘Criatures del regne de la Nit’ (1978)
- أشجار الاسمنت, Axjār al-asmant, ‘Arbres de ciment’ (1989)